# Máscara cirúrgica

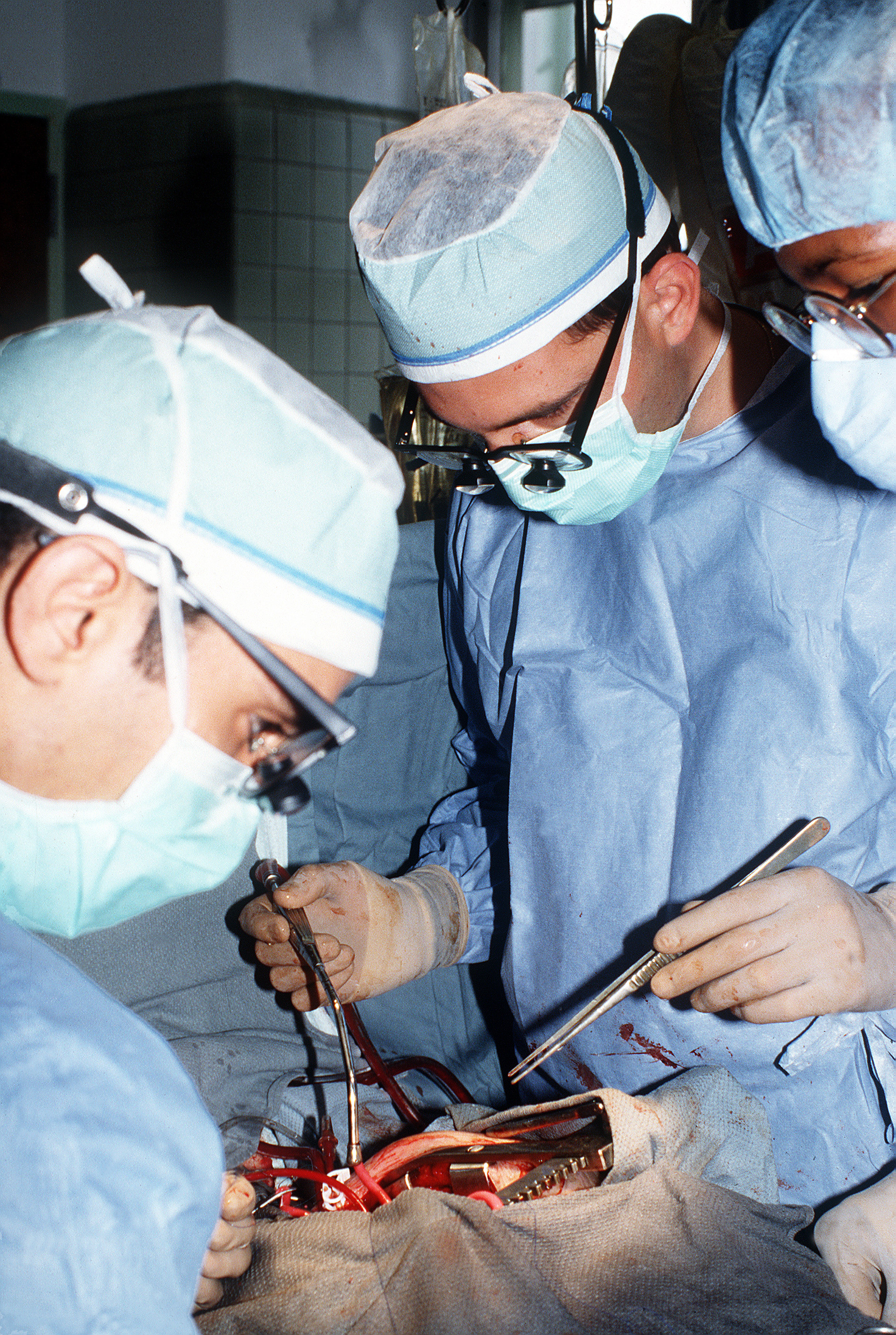
Três cirurgiões operando com máscaras cirúrgicas

Máscara cirúrgica é uma máscara utilizada por profissionais da saúde durante uma cirurgia para conter bactérias das gotículas de aerossóis provenientes do nariz e da boca. Também pode ser usado por pacientes imunodeprimidos. O uso de máscaras cirúrgicas em público tornou-se essencial durante a pandemia da COVID-19, a fim de diminuir e retardar infecções.

## Na cultura popular
- No Japão e na China é comum ver pessoas usando essas máscaras como demonstração da consideração pelos outros e a responsabilidade social, além dos altos índices de poluição nesses países[carece de fontes?].
- O personagem mitológico Kuchisake Onna é comumente visto de máscara cirúrgica para cobrir as cicatrizes de sua boca.
- O popstar Michael Jackson muitas vezes era visto de máscara cirúrgica em público, algo que se tornou uma de suas marcas registradas. O motivo para o uso sempre foi envolto de suposições, alguns diziam que era para cobrir cicatrizes em seu nariz, outros dizem que ele tinha lúpus e era obrigado a usá-la, Jackson dizia que usava porque era tímido demais e se sentia protegido escondendo seu rosto atrás da máscara[carece de fontes?], ele também disse em uma entrevista que simplesmente gostava de usar, o rabino Shmuley Boteach que assessorou o astro nos anos 2000, dizia que o cantor usava somente para causar especulações e não tinha nenhum motivo importante.

## Diferentes tipos de máscaras

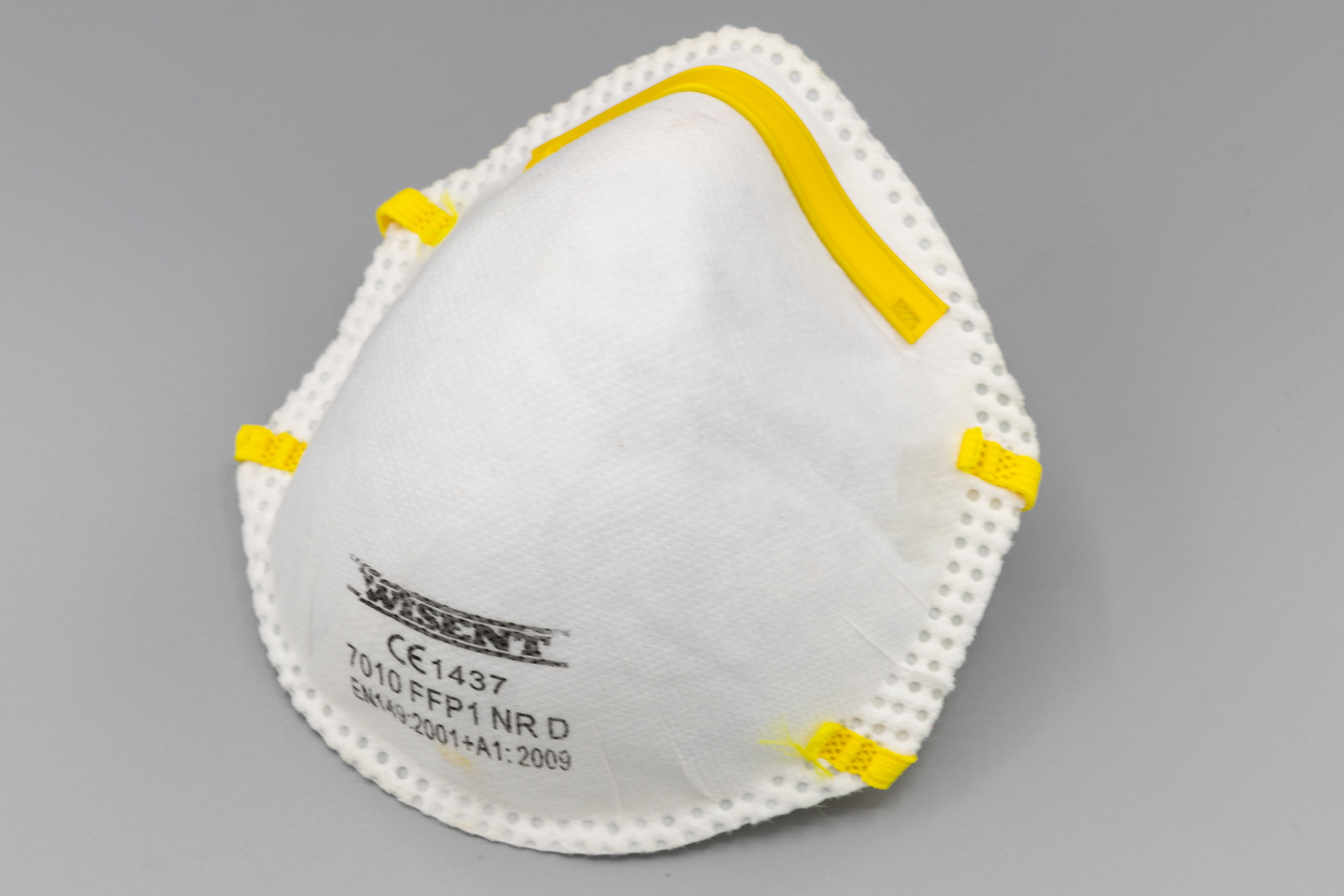
Máscara tipo FFP1

- Máscaras tipo FFP1
- Máscaras tipo FFP2
- Máscaras tipo FFP3
- Máscaras tipo N95
- Máscaras de pano